# Samira Fernandes
Cicera Samira Fernandes Rolim (Assaré, 25 de maio de 1984) é uma atriz, dubladora e diretora de dublagem brasileira. Mais conhecida pelo nome artístico Samira Fernandes, ela é responsável pela voz brasileira de Nico Robin, em One Piece.
Samira começou estudando turismo, mas foi fazer curso de dublagem na BKS por sugestão de um amigo. Isso a levou a se tornar atriz.

## Prêmios
| Ano  | Premiação     | Categoria                       | Papel/Obra                   | Resultado | Fonte |
| ---- | ------------- | ------------------------------- | ---------------------------- | --------- | ----- |
| 2003 | Prêmio Yamato | Melhor Dubladora Revelação      | Muky em Shin-chan            | Indicada  | [ 2 ] |
| 2005 | Prêmio Yamato | Melhor Dubladora de Coadjuvante | Téa em Yu-Gi-Oh!             | Indicada  | [ 3 ] |
| 2006 | Prêmio Yamato | Melhor Revelação                | Sakura, em Sakura Wars       | Venceu    | [ 4 ] |
| 2011 | Prêmio Yamato | Melhor Dubladora de Coadjuvante | Márcia Lima, em Sonha Comigo | Indicada  | [ 5 ] |

## Papéis em dublagem
Muky em Shin-chan
Téa Gardner em Yu-Gi-Oh!
Sakura, em Sakura Wars
Ruth, em Paixões Ardentes
Nami, em One Piece (na primeira dublagem)
Nico Robin, em One Piece
Kurenai, em Naruto
Motoko Kusanagi, em Ghost in the Shell: SAC 2045
Pod 153, em Nier: Automata Ver1.1a
Demus, em Sailor Moon Eternal
Viper, em Valorant
Otonashi Haruna, em Super Onze
Elesis, em Elsword
Himawari Kunogi em ×××HOLiC
Enfermeira Joy, em Pokémon
Ronnopomatsu n°2, em Excel Saga
Lucy Maud Montgomery, em Bungo Stray Dogs
Shinobu Maehara em Love Hina
Applejack, em My Little Pony: A Amizade É Mágica